# 疫苗接种或预防措施国际证书

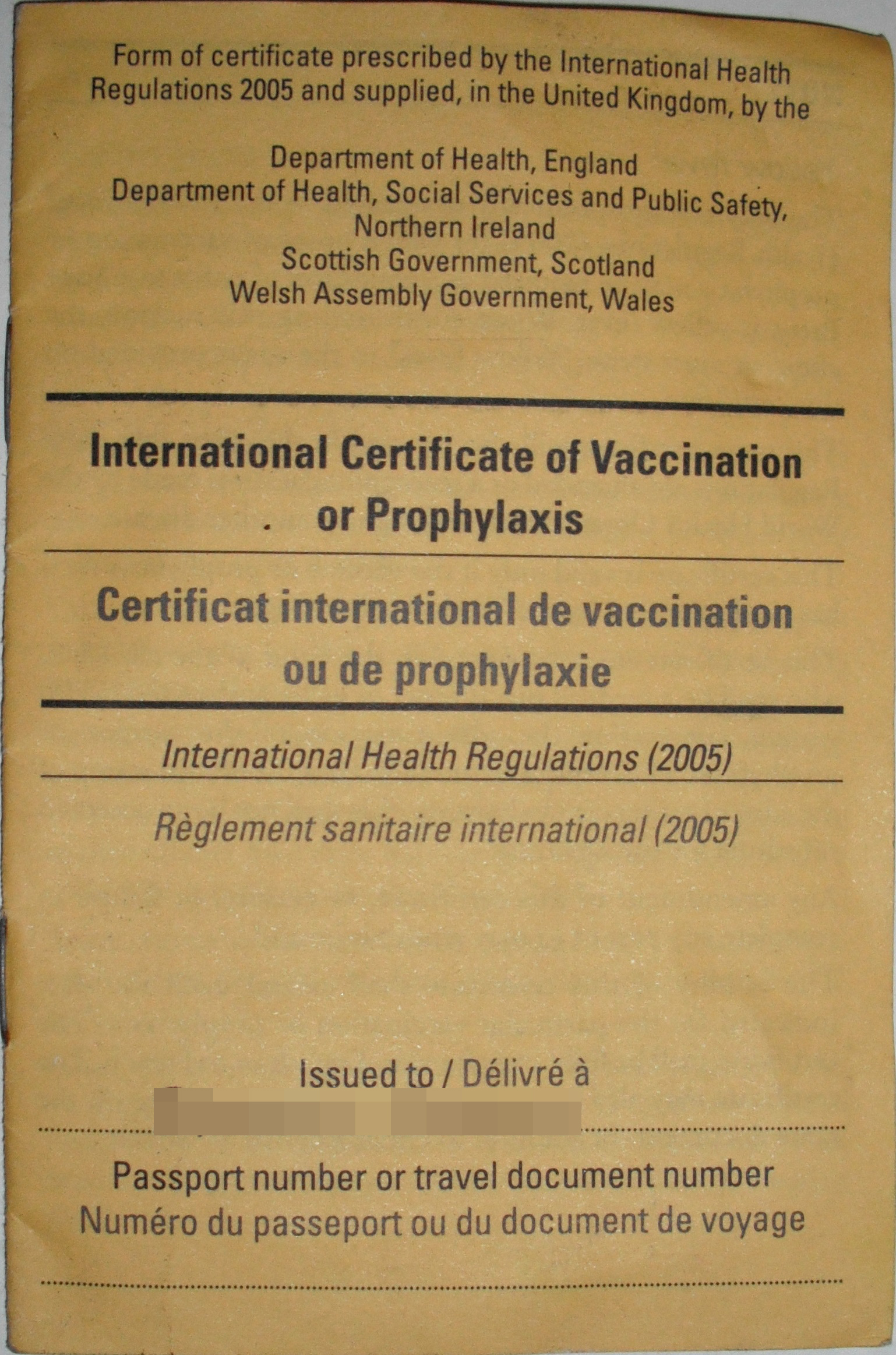
英国发行的现代黄皮书，内可确定持有者已接受黄热病疫苗接种

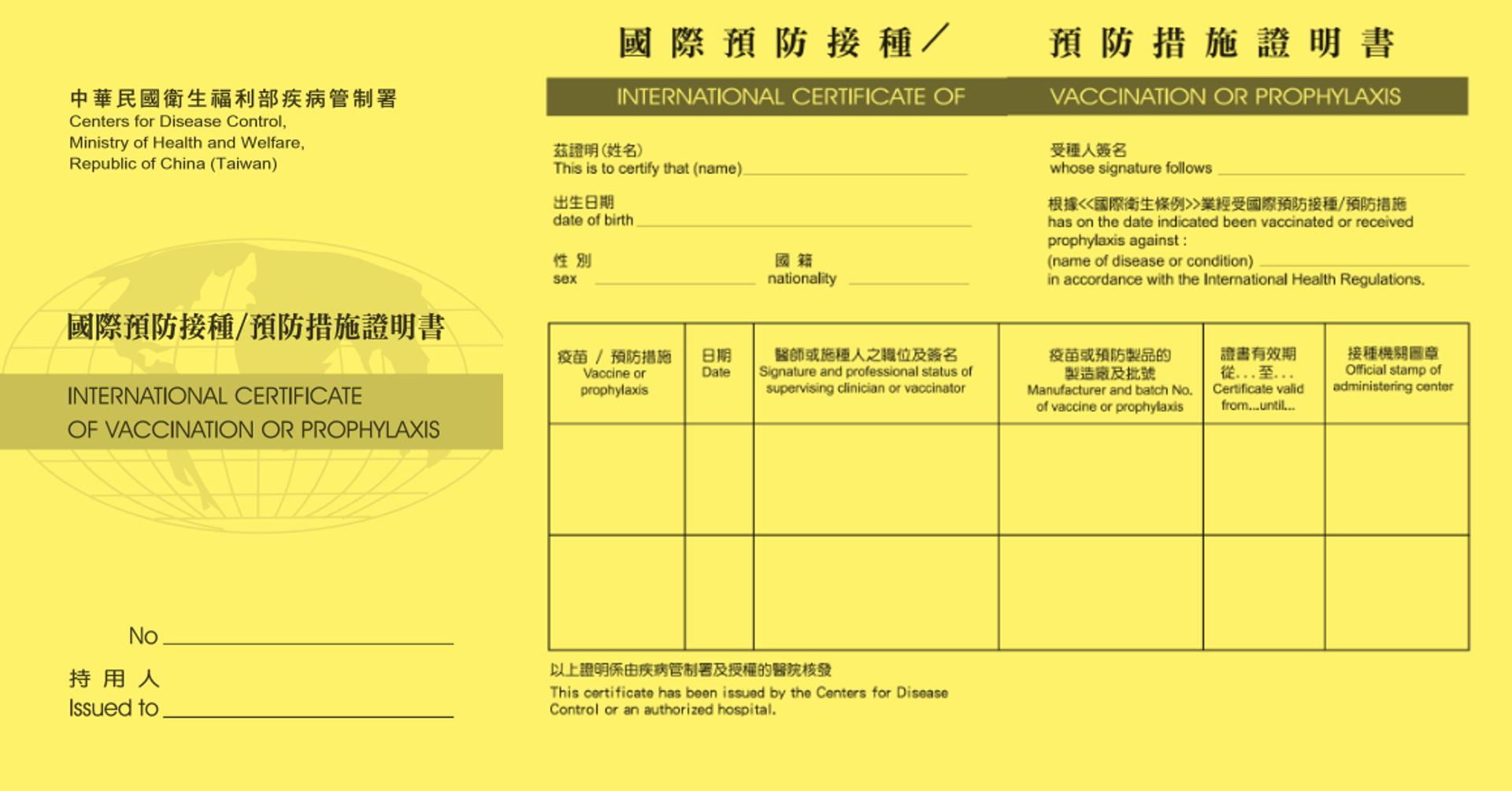
臺灣發行之證明書

疫苗接种或预防措施国际证书或國際預防接種預防措施證明書，俗称黄皮书或黃卡。是世界卫生组织为了保障国际交流人员的人身健康，以及为防止傳染病在国际间流行所规定的官方疫苗接种证明。一些国家及地区将其作为入境许可的必需文件之一。
自1980年天花被撲滅以來，疫苗接种或预防措施国际证书以記載黄热病為主。自2019冠状病毒病疫情爆發以來，各地推出格式不一的疫苗护照，目前世界卫生组织尚未有將兩者整合之規畫。

## 名稱
依照世界卫生组织的《國際衛生條例（2005）》，疫苗接种或预防措施国际证书应当以英文或法文填写完整，在同一份文件上也可用除英文或法文外的另一种语言填写证书。漢字文化圈各地翻譯名稱如下：
| 實體         | 語文     | 名稱 | 俗稱 |
| ------------ | -------- | ---- | ---- |
| 世界衛生組織 | 英文     |      |      |
| 世界衛生組織 | 法文     |      |      |
| 中國大陸     | 简体中文 |      | 、   |
| 中國大陸     | 繁體中文 |      | 、   |
| 日本         | 日文     |      | ()   |
| 南韓         | 韓文     |      | ()   |
| 台灣         | 正體中文 |      |      |

## 歷史
世界卫生组织在1948年4月成立之後，於1951年通過《国际公共卫生条例》（International Sanitary Regulations），其中指出六種指標傳染病，包含：霍亂、鼠疫、回歸熱、天花、傷寒、以及黃熱病。條例中提出應以接種證明書來對抗霍亂（Cholera）、天花（Smallpox）、以及黃熱病（Yellow fever）等三種傳染病，國家可將接種證明書做為入境要求以防止疾病傳播。
1969年世界衛生組織通過新的《國際衛生條例》（International Health Regulations），其中指出四種指標傳染病，包含：霍亂、鼠疫、天花、以及黃熱病。但是條例中亦指出鼠疫疫苗不應做為入境之要求，故接種證明書維持霍亂（Cholera）、天花（Smallpox）、以及黃熱病（Yellow fever）等三種傳染病。
1973年世界衛生大會斷定霍亂疫苗無法防止霍亂在國際間傳播，故將其自接種證明書要求中移除。
1980年天花被撲滅後，世界衛生組織於1981年將其自接種證明書要求中移除。自此黃熱病（Yellow fever）成為接種證明書要求中的唯一傳染病。
2019冠状病毒病疫情爆發以來，多地將2019冠状病毒病疫苗列為入境之要求，並推出格式不一的疫苗护照供其國民旅行使用。2019冠状病毒病疫苗护照之用途類似接種證明書，但目前世界卫生组织尚未有將兩者整合之規畫。